# Tribalus nitens
Tribalus nitens är en skalbaggsart som beskrevs av Vienna 1993. Tribalus nitens ingår i släktet Tribalus och familjen stumpbaggar. Inga underarter finns listade i Catalogue of Life.